# Viborg katedralskole
Viborg katedralskole är en gymnasieskola i Viborg, Danmark med omkring 1 200 elever. Skolan grundades som institution någon gång mellan 1060 och mitten av 1100-talet (av konvention sätts grundandet till 1100). 
I samband med reformationen kom förhållanden på denna och andra katedralskolor att styras upp genom Kirkeordinansen 1537/39. Från 1775 och framåt kom danska att ta över som undervisningsspråk (tidigare användes latin). Efter en ny skollag 1903 öppnades skolan för flickor 1904. 
Det nuvarande skolbyggnaden bygges 1923-1926 och finansierades genom försäljningen av Danska Västindien.